# Gangaikondān
Gangaikondān är en ort i Indien.   Den ligger i distriktet Tirunelveli Kattabo och delstaten Tamil Nadu, i den södra delen av landet, 2 200 km söder om huvudstaden New Delhi. Gangaikondān ligger 41 meter över havet och antalet invånare är 10 779.
Terrängen runt Gangaikondān är platt. Runt Gangaikondān är det ganska tätbefolkat, med 172 invånare per kvadratkilometer. Närmaste större samhälle är Tirunelveli, 17,9 km sydväst om Gangaikondān. Omgivningarna runt Gangaikondān är en mosaik av jordbruksmark och naturlig växtlighet.